# Die Steuerberatung
Die Steuerberatung (Stbg) ist eine seit 1975 monatlich erscheinende Fachzeitschrift. Sie versteht sich als das offizielle Organ des Deutschen Steuerberaterverbandes e. V. (DStV).

## Allgemeines
Vorläufer der Zeitschrift war die vom Verband der Steuerberatenden Berufe VDB gemeinsam mit dem Zentralverband der Helfer in Steuersachen im Bundesgebiet und West-Berlin seit 1949 herausgegebene Zeitschrift „Aus Beruf und Praxis“. Am 15. Januar 1958 wurde die Zeitschrift erstmals unter dem heutigen Titel veröffentlicht, seitdem erscheint sie jeweils zum 15. eines Monats. Sie richtet sich an die Angehörigen der steuerberatenden Berufe, Wirtschaftsprüfer, Rechtsanwälte, sonstige Rechts- und Unternehmensberater sowie Steuerexperten in Unternehmen und Behörden und will diese über aktuelle Rechtsentwicklungen im Steuerrecht sowie im Berufsrecht informieren.
Nach Verlagsangaben stellen Steuerberater mit rund 87 % den Großteil der Leserschaft. Da Mitglieder des DStV oder eines seiner Landesverbände die Zeitschrift auf Wunsch im Zuge ihrer Mitgliedschaft erhalten, stellt diese Gruppe mit 95 % den größten Anteil der Empfänger dar.

## Inhalt
In der Zeitschrift werden überwiegend Aufsätze zu aktuellen Schwerpunkten aus dem deutschen und internationalen Steuerrecht, dem Steuerstrafrecht und der Rechnungslegung veröffentlicht. Daneben werden ausgewählte Themen aus dem Arbeits- und Sozialrecht behandelt, die einen Bezug zur steuerlichen Praxis haben. Ein weiterer Schwerpunkt der Zeitschrift liegt im Berufsrecht der Steuerberater sowie in der Betriebswirtschaft und dem Qualitätsmanagement für Steuerberatungsunternehmen. Daneben wird über aktuelle Entwicklungen im Berufsstand berichtet.